# Tipasa
Tipasa, včasih imenovana Tipasa v Cezarejski Mavretaniji, je bila rimska kolonija v provinci Mauretania Caesariensis, ki se danes imenuje Tipaza, in je v obalni osrednji Alžiriji. Leta 1982 jo je UNESCO razglasil za svetovno dediščino. Leta 2002 je bila razglašena za ogroženo območje svetovne dediščine, vendar je bil leta 2006 po prizadevanjih za ohranitev odstranjena s seznama ogroženih.

## Zgodovina

### Etimologija
Na rtu, zaščitenem pod goro Chenoua, so Feničani okoli 6. stoletja pred našim štetjem ustanovili trgovsko postojanko; iz tega izvora je mesto dobilo ime, kar pomeni prehod ali postanek, Arabci so ga imenovali Tefassed, kar pomeni slabšalo, Francozi so ga imenovali Tipaza. Za druge vire bi bila Tipasa popačenje berberske besede Tafsa, ki pomeni peščenjak ali apnenec, ki se še vedno uporablja v mnogih regijah Magreba. Ime tega kraja v jeziku prvih prebivalcev te regije je bila Tifezza, kar je množina besede tafezza, ki pomeni razdrobljen peščenjak (torej peščen), kakršnega lahko vidimo danes, ob obali, pri Tipazi (in ne Tipasi).

### Punsko trgovsko mesto
Lokacija trgovske postojanke je bila izbrana kot postajališče med Ikozijem (Alžir) in Cezarejo (Cherchel), ki nudi zatočišče navigatorjem na njihovi poti do Herkulovih stebrov (Gibraltarski preliv). Trgovska postaja se je razvila in postala okoli 2. stoletja pr. n. št. pravo punsko mesto, podrejeno Kartagini. Stele, ki predstavljajo feničanske simbole, kot je tako imenovano znamenje Tanit, in tipični kartažanski kovanci, ki predstavljajo konja in palmo, ki pričajo o punskem vplivu na mesto, poleg pogrebnega pohištva, najdenega v različnih punskih nekropolah, potrjujejo pomen tega mesta, nekropole, ki jih Unesco uvršča med najstarejše in največje v punskem svetu.

### Numidijsko obdobje
Razen kosov keramike, helenističnih svetilk in kovancev, ki predstavljajo Masiniso, Jubo II. in Ptolemaja, arheologi niso mogli najti nobenega spomenika, ki bi ga bilo mogoče datirati iz tega obdobja, najverjetneje zaradi arhitekturnih sprememb rimske dobe. Ker pa je mesto na vzhodno-zahodni cestni osi Mavretanije, se mesto ni moglo izogniti berberskemu rivalstvu na teh ozemljih med numidijskimi kralji Sifakom, Masiniso, Bokhom 1., Jubo 1. in Bokhom II. Vendar pa je mesto doživelo določeno rast pod kraljem Jubo II. in postalo s svojim glavnim mestom Caesaria (Cherchell), ki se nahaja približno dvajset kilometrov zahodno, eno od središč grško-rimske kulture ter središče tranzita in transporta, aktivnega trgovanja.
Leta 40 pr. n. št. Ptolemaja, sina Juba II., usmrti Kaligula in Cezarejska Mavretanija dokončno preide pod neposredno rimsko upravo.

### Rimska doba
V času vladavine rimskega cesarja Klavdija I. med letoma 41 in 54 n. št. je bila Mavretanija razdeljena na dve provinci: Cezarejska Mavretanija, ki je dobila ime po glavnem mestu Caesarea (sedanji Cherchell) na ozemlju, ki ustreza središču in zahodu današnje Alžirije, in Tingitansko Mavretanijo s Tingisom (sedanji Tanger) kot glavnim mestom. ozemlje, ki ustreza severu sedanjega Maroka.
Leta 46 je Tipasa prevzela status občine po latinskem pravu (jus latinus). Prvotno je bilo mesto na hribu na sedanji lokaciji svetilnika s pogledom na staro pristanišče in je vključevalo hiše, forum, sodno baziliko in kapitol, vse razmejeno z ograjenim prostorom. Mesto se je nato raztezalo čez ravnino ter vzhodno in zahodno gričevje s številnimi javnimi in zasebnimi stavbami, kot je vila s freskami; celota je bila obdana z večjo ogrado ok. 2200 metrov. Tipasa je bila tako povzdignjena v rang rimske kolonije: colonia Aelia Tipasensis. Mesto je prejelo vse pravice rimskega državljanstva in ob koncu 2. stoletja je mesto doseglo svoj vrhunec v času zadnjih Antoninov in Severjanov s številom prebivalstva, ki je naraščalo po »z zadržkom« ocenah Stéphana Gsella , z 20.000 prebivalci, imenovano Tipasitani ali Tipasenses.

### Zgodnjekrščanska doba
V prvi polovici 3. stoletja se je tam pojavilo krščanstvo. Epitaf Rasinia Secunda, čigar smrt je datirana 17. oktobra 237, je najstarejši datiran krščanski napis v Afriki (238).
Od 3. do 4. stoletja je krščanstvo doživelo pravi razmah, kar dokazuje množica verskih objektov, kot so velika bazilika, ki velja za eno največjih v stari Afriki, bazilika škofa Aleksandra, bazilika sv. Salse itd., v okolici bogoslužnih prostorov se je razvila množico nekropol.
Sredi 4. stoletja je Tipasa, tako kot mnoga mesta v Severni Afriki, trpela zaradi grozot donatističnega razkola. To obdobje je med letoma 371 in 372 zaznamoval Firmusov upor, ki so ga podpirala številna staroselska plemena, roparji in donatisti, polni verskega sovraštva proti Rimskemu cesarstvu Valentinijana I. Za razliko od Ikozija in Cezareje, ki ju je napadel Firmus, se je Tipasa lahko uprla tej invaziji, kar je verjetno povečalo blaginjo mesta še za nekaj let.

### Propad
Čeprav je bila obdana z zaščitno ogrado, to ni preprečilo njenega uničenja leta 430 s strani Vandalov pod vodstvom Gejzerika. Konec 5. stoletja so bili pod Hunerikom kristjani preganjani in so zbežali po morju v Španijo.
Leta 534 so Bizantinci ponovno zavzeli Afriko, Tipasa je morala ponovno pridobiti določen mir in blaginjo, kar dokazujejo nekatere širitve, ponovna zaposlitev ali obnovitvena dela. Po 6. stoletju se je življenje nadaljevalo v negotovosti in začasnosti in Tipasa je na koncu utrpela usodo vseh zapuščenih mest, ki so bila prepuščena naplavinam vadijev in pokopom sipin.
Konec sedmega stoletja so mesto uničili Arabci in ga spremenili v ruševine.
Prva izkopavanja so potekala šele v 19. stoletju. Stéphane Gsell je leta 1894 izdal monografijo. Nato je Jean Baradez leta 1946 predstavil sodobne in znanstvene metode dela ter ustanovil prve muzejske zbirke.

## Splošna predstavitev
Za razliko od Timgada in Djémile, katerih ruševine so videti kompaktne in lahko berljive, ponuja Tipasa razdrobljeno mesto. To je posledica dejstva, da še ni vse očiščeno in je dobršen del mesta še pod nanosom. Tako imajo ostanki velikih term ob ulici, ki povezuje muzej z arheološkim parkom, svoje oporišče štiri metre pod današnjim terenom.
V sedanjem stanju so ruševine predstavljene v dveh velikih gmotah. Prva, ki je zunaj obzidja, na vhodu v sedanje mesto, desno od ceste, ki prihaja iz Alžira, ustreza veliki nekropoli s pogrebno baziliko Saint Salsa. Druga je arheološki park, na zahodnem izhodu iz sodobnega mesta, ki združuje večino odkritih spomenikov.
Med obema, blizu pristanišča, je muzej. In tempelj je znan po svojem bogatem obisku turistov. V Tipasi sta bili zgrajeni največji baziliki dejanske Alžirije: Aleksandrova bazilika in bazilika Saint Salsa.

### Opis
Starodavno mesto Tipasa, razmejeno z obzidjem, je med dvema hriboma, enega na zahodu, imenovanega Ras el Knissa, in drugega na vzhodu, imenovanega Koudiat Zarzour. Tako na zahodnem griču kot na vzhodnem so se razvile obsežne krščanske nekropole. Vzhodni hrib se imenuje hrib sv. Salse. Ta hrib predstavlja ogromno pokopališče, kjer se »sarkofagi gnetejo okoli cerkve kakor ovce okrog dobrega pastirja«.

#### Vzhodna nekropola
Gradnja nekropole se je začela v poganski dobi, kar dokazujejo grobnice iz zgodnejših obdobij, med katerimi je ena najbolj reprezentativnih punski obok, vsekan v pečino, ki je od takrat padla v morje, pa tudi druge s svojo polkrožno obliko skodelice in kolumbariji, ki so nagrobne zgradbe, namenjene sprejemu pogrebnih žar.

#### Bazilika svetega Petra in svetega Pavla
Ostanki majhne bazilike s konca 5. stoletja, kjer so častili mučenika Petra in Pavla, ki se naslanjata na obzidje in se odpirata nanj, potrjuje marmorna plošča, ki je trenutno ohranjena na terasi muzeja in na kateri beremo »blagrov Petra in Pavla ...« Izkopavanja znotraj bazilike so odkrila dva anonimna sarkofaga in svetilke, okrašene s simboli vstajenja (pavi, Jona, ki izhaja iz kitovega trebuha), krizme in svetega Petra, ki premaga Satana. Okoli sten bazilike stojijo drug ob drugem številni sarkofagi, zlasti ob južni steni, kjer je še 14 drugih sarkofagov, razmejenih z ograjenim prostorom; celota verjetno predstavlja martirij.

#### Bazilika sv. Salse
Bazilika stoji približno 300 metrov zunaj obzidja na vrhu hriba. Zelo verjetno je, da je bila sprva na tem mestu sredi poganske nekropole zgrajena majhna kapelica za grobnico svetnika, na družinskem grobišču 19, to kapelo pa so postopoma povečali in spremenili v cerkev. Bazilika sv. Salse je bila sprva kvadratne oblike, na vsako stran je merila 15 metrov; vhod se po navadi odpira proti vzhodu, apsida pa ima zahodno orientacijo, stene cerkve so zidane iz klesanega kamna. V notranjosti cerkev tvori osrednja ladja, široka 7,5 metra, razmejena z dvema vrstama stebrov, zaključenih z arhivoltami, in dvema stranskima ladjama, širokima vsaka po 2,5 metra. V središču te bazilike je grobnica, ki je dobro ohranjena zaradi svoje verske vrednosti za tipazijansko skupnost, na vrhu pa je pol valjasta oblika, predstavlja epitaf, ki nam pove, da je pripadala Fabiji Salsi, matroni, zelo verjetno poganski prednici sv. Salse.
V 5. stoletju je bila vsa osrednja ladja, razen grobnice Fabije Salse, zasedena z okrasnim mozaikom; na apsidni strani okvir obdaja spominski napis, posvečen Potentiju, najverjetneje škofu iz sredine 5. stoletja. V prvi polovici 6. stoletja je cerkev doživela pomembne spremembe; povečali so jo na 30 metrov dolžine, stranske ladje so pokrili s tribunami, katerih stopnice še vedno obstajajo na obeh straneh vhoda. Na severu vodijo majhna odprta vrata v steni do območja martiruma (pokopališče mučenikov), ki se spušča proti pečini. V štirioglatem prostoru je slavnostna miza (»menza«). Na jugu cerkev obdaja razkošnejša pogrebna ograja in soba za »borce«.
Znotraj cerkve je bila grobnica Fabie Salsa pokrita s podnožjem, prekritim z marmornimi ploščami in obdanim z rešetko. Na to podlago je bil postavljen marmorni sarkofag, ki predstavlja legendo o Seleni in Endimionu; zaradi svoje osrednje lege in divjaštva, s katerim je bil uničen, je S. Gsell postavil hipotezo, da so v tem sarkofagu čaščeni ostanki sv. Salse.
- Hrib in bazilika sv. Salse
- Bazilika sv. Salse (pogled z zahoda)
- Pogrebna ograja (pogled z juga)

#### Arheološki vrt in velike terme
Vrt, ki je vzhodno od arheološkega parka, je bil nekoč zasebna last, z donacijo pa je postal prizidek slednjega. Vidimo celo vrsto arhitekturnih elementov, kot so stebri, kapiteli, klavstre, preklade, pa tudi amfore, vrči in nekateri sarkofagi.
Opazimo tudi velike bloke kamnov in zidakov velike višine, ki ustrezajo ostankom velikih termalnih kopališč, katerih površina je bila enakovredna površini amfiteatra, vendar je njihova razdalja zaradi pokopa pod konstrukcijami sodobnega mesta minimalna. Na poti do muzeja cenimo maso njegovih stebrov, ki se dvigajo devet metrov nad mozaikom tal frigidarija, ki je štiri metre pod sedanjo ulico.
- Arheološka vrtna pot
- Velike termalne kopeli

#### Arheološki park
Pred prečkanjem ograde se pot stopničasto vzpne proti najstarejšemu delu mesta, kjer so bili najdeni ostanki foruma in sodne bazilike iz 3. stoletja.
Vhod v arheološko najdišče je vzhodno od ruševin. Narodni park Tipasa je dostopen prek ostankov mogočnega amfiteatra. Kot vsako rimsko mesto ga prečkata dve glavni cesti: decumanus maximus in kardo. Prva je razširitev ceste, ki je povezovala Icosium (Alžir) s Cezarejo. Druga, pravokotna pot, ki tvori kot z decumanus maximus, se potopi proti severu proti morju.
Proti zahodu vodi dekumanus maximus, ki razprostira svoje grbinaste plošče v širini štirinajst metrov, do Nimfeja. Še bolj zahodno, proti Cezarejskim vratom, je gledališče, zgrajeno na vzpetini.
Od tam nas pot, ki se vije med gostim rastlinjem, pripelje do velike krščanske bazilike, zgrajene v 4. stoletju našega štetja, potem ko si šel mimo bazena in vodnjaka. Bazilika, zgrajena na rtu, gleda na Sredozemsko morje in meji na nekropolo, katere glavna stavba je krožni mavzolej. Nedaleč od tam, na zahodnem koncu arheološkega parka, so leta 1961 postavili stelo v spomin Albertu Camusu, obrnjeno proti morju in gori Chenoua.
Ob vznožju apside se po strmi poti spustimo naprej v stanovanjsko obmorsko četrt, kjer se spustimo s pogledom na stavbo z monumentalnim stopniščem, razširjenim z majhnimi dobro ohranjenimi termami. Gremo mimo kadi (dolia) tovarne garuma. V nadaljevanju so še druge manjše terme in rimska vila, kjer so vidni sledovi mozaika. Villa des Fresques je najimenitnejša rezidenca tega ansambla.
Pridemo do karda. Vzpon po stezi proti jugu omogoča študijo vodovodnega in kanalizacijskega sistema, ki je bil razkrit. Na stičišču kardo in dekumana sta skoraj simetrično razporejena templja: anonimni tempelj in novi zempel.
- Pogled iz bazilike
- Kardo
- Dekuman
- Na stičišču karda in dekumana je trg, obrobljen s templji
- Tovarna garuma
- Bazen
- Ogradni stolp za baziliko
- Stela v spomin na Alberta Camusa

#### Vila fresk
Ta rezidenca je tako imenovana zaradi zbirke fragmentov slik na ometu, ki krasijo stene. Vanjo se vstopi skozi vhod za vozove, skupaj z vhodom za pešce, ki se odpira na portik ob kardu. Preddverje vodi na notranje dvorišče, patio, s štirih strani obrobljen s peristilom, okoli katerega so razporejeni dnevni prostori. Glavni prostor je dnevna soba ali okus, razporejen v dolgi osi dvorišča z najboljšim pogledom na teraso in morje onkraj terase (solarium). Vila je lahko imela eno nadstropje.
- Vila fresk
- Okus
- Patio
- Vila fresk

#### Velika bazilika
Velika bazilika, ki stoji na rtu, je po svojih dimenzijah (58 m x 42 m) največja krščanska stavba, doslej izkopana na alžirskih tleh. A tudi eden najbolj degradiranih. V času gradnje je imela zelo široko osrednjo ladjo, več kot trinajst metrov, obkroženo s tremi ladjami na vsaki strani. V višini prve leve ladje še vedno stojijo štiri arkade. Apsida sega na vrh pečine. Severno od bazilike se je razvila cela vrsta prizidkov: kapela, krstilnica, terme, škofovska hiša. Onkraj, ostanki stolpa, ki se nahaja na severozahodnem vogalu obzidja.
- Arkade bazilike na rtu
- Bazilika
- Mozaiki
- Oporniki apside

## Poklon Albertu Camusu
Znotraj rimskih ruševin, obrnjena proti morju in gori Chenoua, so leta 1961 postavili stelo v čast Albertu Camusu s tem stavkom v francoščini, izvlečenim iz njegovega dela Noces à Tipasa: »Tukaj razumem, kaj se imenuje slava: pravica do ljubezni onkraj mere« (Je comprends ici ce qu'on appelle gloire : le droit d'aimer sans mesure)

## Moderno mesto
Leta 1857 je bilo območje ponovno poseljeno z nastankom mesta Tipaza, ki ima zdaj skoraj 30.000 prebivalcev. Mesto in njegova okolica sta dom največji berbersko govoreči skupini zahodne Alžirije, ljudstvu Chenoua.